# Красная Гора (Червенский район)
Красная Гора (бел. Чырвоная Гара) — деревня в Червенском районе Минской области. Входит в состав Валевачского сельсовета.

## Географическое положение
Находится в примерно 28 километрах от железнодорожной станции Руденск на линии Минск-Осиповичи, в 14 км северо-западнее райцентра, в 50 км от Минска в 0,7 км к северу от автодороги М4 Минск—Могилёв.

## История
Населённый пункт основан в первой половине XX века. На 1930-е годы здесь насчитывалось 20 дворов. В период Великой Отечественной войны 4 жителя деревни погибли на фронтах. На 1960 год население деревни составило 93 человека. В 1980-е относилась к колхозу имени М. В. Фрунзе. По итогам переписи населения Беларуси 1997 года в деревне насчитывалось 13 домов и 28 жителей.

## Население
- 1960 — 93 жителя.
- 1997 — 13 дворов, 28 жителей.
- 2013 — 8 дворов, 15 жителей.